# Lenguas del norte y centro de Vanuatu
Las lenguas del norte y centro de Vanuatu son un subgrupo de las lenguas oceánicas meridionales. Se compone de un conjunto de unas 95 lenguas.

## Clasificación
- Lenguas de Espíritu Santo oriental
- Lenguas del interior de Malakula
- Lenguas del noreste de Vanuatu e isla Banks
  - Lenguas Éfaté-Shepherd
  - Lenguas del este de Vanuatu
  - Lenguas de Epi
  - Lenguas de la costa de Malakula
  - Lenguas de Espíritu Santo occidental

## Comparación léxica
Los numerales del 1 al 10 reconstruidos para diferentes ramas de lenguas de Vanuato central y septentrional son:
| GLOSA | PROTO- SANTO ORIENTAL | PROTO- MALAKULA INTERIOR | Lenguas del noreste de Vanuatu | Lenguas del noreste de Vanuatu | Lenguas del noreste de Vanuatu | Lenguas del noreste de Vanuatu | Lenguas del noreste de Vanuatu |
| GLOSA | PROTO- SANTO ORIENTAL | PROTO- MALAKULA INTERIOR | PROTO- ÉFATÉ- SHEPHERD         | PROTO- VANUATU- ORIENTAL       | PROTO- EPI                     | PROTO- MALAKUKA de la COSTA    | PROTO- SANTO OCCIDENTAL        |
| ----- | --------------------- | ------------------------ | ------------------------------ | ------------------------------ | ------------------------------ | ------------------------------ | ------------------------------ |
| 1     | *tei                  | *sa-                     | *si-kai/ *-tesa                |                                | *tai                           | *-tes                          |                                |
| 2     | *-ru                  | *i-ru                    | *ⁿrua                          |                                | *lua                           | *-rua                          |                                |
| 3     | *-tol                 | *i-təl                   | *tolu                          |                                | *təlu                          | *-təl                          |                                |
| 4     | *-ɸat~ *-ɸɛt          | *i-βat                   | *ɸati                          |                                | *βari                          | *-βati                         |                                |
| 5     | *lim-                 | *i-lim                   | *lima                          |                                | *lima                          | *-lima                         |                                |
| 6     | *5+1                  | *X+1                     | *la-tesa                       |                                | *lo-rai                        | *X+1                           |                                |
| 7     | *5+2                  | *X+2                     | *la-rua                        |                                | *loko-lua                      | *X+2                           |                                |
| 8     | *5+3                  | *X+3                     | *la-tolu                       |                                | *loko-rəlu                     | *X+3                           |                                |
| 9     | *5+4                  | *X+4                     | *lo-ɸati                       |                                | *loko-βari                     | *X+4                           |                                |
| 10    | *saŋɸul               | *saŋaβol                 | *ⁿrua-lima                     |                                | *lua-lima 2 x 5                | *saŋaβul                       |                                |
- Datos: Q3070307